# Lecitină

Structura chimică a lecitinei

Lecitina este o substanță naturală din clasa lipidelor fosforilate, care se găsește în special în creier, mușchiul cardiac, gălbenușul de ou. Este o fosfolipidă constituită din acid fosforic, glicerină, colină și acizi grași. Lecitina are un rol important în formarea membranelor celulare. În mod natural are aspectul de ceară moale și este higroscopică. Lecitina se prepară și din uleiul sau făina de soia.
Lecitinele sunt amestecuri de glicerofosfolipide, inclusiv fosfatidilcolină, fosfatidiletanolamină, fosfatidilinozitol, fosfatidilserină și acid fosfatidic. Sunt utilizate pentru netezirea texturilor alimentelor, emulsionare, omogenizarea amestecurilor lichide și respingerea materialelor lipicioase.

## Legături externe
- „Lecitină” la DEX online